# Mylène Dinh-Robic
Mylène Dinh-Robic (Montréal, 17 agosto 1979) è un attrice e doppiatrice canadese.

## Carriera
È nota per il ruolo di Olivia Fawcett nella serie televisiva canadese The Listener. Nel 2021 è nel cast di Chaos Walking.
È anche attiva nel doppiaggio di videogiochi, per cui ha prestato la voce in alcuni videogiochi come Watch Dogs, Far Cry 3 e 4 e la protagonista di Outriders.

## Filmografia

### Cinema
- Chaos Walking, regia di Doug Liman (2021)
- Un padre (Fatherhood), regia Paul Weitz (2021)
- Il lupo e il leone (Le Loup et le Lion), regia di Gilles de Maistre (2021)

### Televisione
- Da Vinci's City Hall - serie TV, 13 episodi (2005-2006)
- Battlestar Galactica - serie TV, episodio 3x02 (2006)
- Smallville - serie TV, episodio 6x22 (2007)
- Stargate Atlantis - serie TV, episodio 4x19 (2008)
- The Listener - serie TV, 31 episodi (2009-2012)
- The Border - serie TV, episodio 3x09 (2009)
- 19-2 - serie TV, 38 episodi (2014-2017)
- Being Human - serie TV, 5 episodi (2014)
- Nouvelle Address - serie TV, 3 episodi (2015)
- Sleeper - Doppia identità (Sleeper), regia di Philippe Gagnon (2018) - film TV
- The Bold Type - serie TV, episodio 3x06 (2019)
- Transplant - serie TV, episodi 1x04, 2x02 (2020, 2022)
- The Red Band Society - serie TV, 12 episodi (2022-2024)

### Doppiaggio
- Far Cry 3 - videogioco, voce di Liza Snow (2012)
- I Puffi 2 (The Smurfs 2) - film animato, regia di Raja Gosnell (2013) - voce dell'assistente manager
- Batman: Arkham Origins - videogioco, voce del manager della banca (2014)
- Watch Dogs - videogioco, voce di Rose Washington (2014)
- Far Cry 4 - videogioco, voce di Noore (2014)
- Deus Ex: Mankind Divided - videogioco, voce di Delara (2016)
- Outriders - videogioco, voce del personaggio femminile (2021)
- Marvel's Guardians of the Galaxy - videogioco, voce di Meredith Quill (2021)
- Assassin's Creed Valhalla - videogioco, voce di Sinmara nel DLC (2022)

## Doppiatrici italiane
Nelle versioni in italiano delle opere in cui ha recitato, Mylène Dinh-Robic è stata doppiata da:
- Stella Musy in The Listener
- Gemma Donati in Sleeper - Doppia identità
- Francesca Manicone in Transplant (ep. 1x04)
- Martina Merenda in Un padre

Da doppiatrice è stata sostituita da:
- Elena Gianni in Far Cry 3
- Marina Thovez in Far Cry 4
- Debora Magnaghi in Deus Ex: Mankind Divided
- Beatrice Caggiula in Outriders
- Stefania Rusconi in Guardians of the Galaxy
- Stefania Patruno in Assassin's Creed Valhalla